# Europa Universalis
Europa Universalis (EU) là trò chơi máy tính thuộc thể loại đại chiến lược do hãng Paradox Development Studio phát triển và Strategy First phát hành ở Bắc Mỹ vào ngày 14 tháng 3 năm 2000. Ban đầu dựa trên một trò board game cùng tên của Pháp của Philippe Thibault, Europa Universalis cho phép người chơi kiểm soát của một trong bảy quốc gia châu Âu (số khác có thể chơi được trong các màn kịch bản khác nhau) lấy mốc thời gian từ năm 1492 đến năm 1792, trong game người chơi mở rộng quyền lực của mình thông qua sức mạnh quân sự, ngoại giao, và sự giàu có của thuộc địa. Trò chơi diễn ra trên một bản đồ chia thành khoảng 1.500 tỉnh và diễn ra trong một định dạng thời gian thực có thể tạm ngưng được. Trưởng nhóm lập trình của game là Johan Andersson.
Europa Universalis đã trở thành một công bất ngờ vì chiều sâu và chiến lược của mình. Paradox đã sử dụng thành công bất ngờ này để làm điểm tựa cho những tựa game khác như Victoria, Crusader Kings và Hearts of Iron. Sau khi phiên bản đầu tiên được phát hành, nhà sản xuất đã lần lượt tung ra các bản kế tiếp gồm Europa Universalis II, Europa Universalis III, Europa Universalis: Rome và Europa Universalis IV.